# Malovše
Malovše – miejscowość w Słowenii w gminie Ajdovščina.